# أسبي خونيك (جمع أبرود)
أسبي خونيك (بالفارسية: اسبی خونیک) هي مستوطنة تقع في إيران في قسم جمع أبرود الريفي.